# BEJ48
BEJ48(비이제이포티에이트)는 중화인민공화국의 베이징시를 중심으로 활동하고 있는 여성 아이돌 그룹이다.

## 개요
SNH48의 자매 그룹의 하나이다. 「BEJ」라는 이름은 베이징 시의 대표 지역의 베이징(Beijing)에서 유래했다. 본 그룹의 팀명은 팀B와 팀E와 팀J로 표기되었다.
SNH48 37명이 이적했고 SHY48 8명이 이적했고 CKG48 2명이 이적했다.
멤버중에는 년도가 표기가 안돼어 있는 멤버가 있다.

## 약력
2016년
- 4월 20일, 베이징 시를 거점으로 하는 BEJ48와 광둥성 광주를 거점으로 하는 GNZ48의 결성이 발표되었다[1]. 동시에 SNH48 멤버 9명이 이적해, BEJ48 1기생으로서 본격 활동.
- 4월 29일, 팀B 1st Stage 「剧场女神」 공연 개시.
- 4월 30일, 팀E 1st Stage 「不眠之夜」 공연 개시.
- 9월 6일에 元氣覺醒를 발표하였다.
- 10월 1일, BEJ48 극장에서 BEJ48 1기생 멤버가 공개되고, 2명의 멤버가 팀B, 2명의 멤버가 팀E, 17명의 멤버가 팀J로 배정받았다.
- 10월 2일, 팀B 2nd Stage 「心的旅程」 공연 개시.
- 10월 29일, 팀J 1st Stage 「专属派对」 공연 개시.
- 12월 24일, 팀E 2nd Stage 「奇幻加冕礼」 공연 개시.

2017년
- 1월 6일, 微笑的向日葵를 발표하였다.
- 4월 1일, 宣言을 발표하였다.
- 4월 14일, 팀B 3rd Stage 「十八个闪耀瞬间」 공연 개시.
- 9월 23일, 팀J 2nd Stage 「因为喜欢你」 공연 개시.
- 9월 30일, SNH48 4회 총선거에서 BEJ48 TOP16를 차지한 멤버로 구성된 앨범인 百變驚嘆號를 발표하였다.

2018년
- 1월 19일, 팀B 4th Stage 「B A FIGHTER」 공연 개시.

2020년
- 9월 4일, 베이징 시는 바이러스 전염의 영향으로, BEJ48 극장은 반년 넘게 폐업해서, 관련 재연 정책에 상당한 불확실성이 있다는 점을 고려해서, 미래의 운영 환경도 당분간 안정될 수 없다고 느껴, 스바미디어는 BEJ48의 일부 멤버를 SNH48로 이적시켜 활동하게 하고 일부 멤버는 베이징에서 활동을 계속하되, 당분간 팀을 꾸리지 않기로 했다. 향후 시장 및 정책 상황을 보고 BEJ48의 정규 활동 복귀 여부를 결정할 것이다.

## 멤버

### 정규 멤버
| 이름   | 한글 표기 | 병음 표기     | 생년월일               | 가입기    | 소속사                       | 비고   |
| ------ | --------- | ------------- | ---------------------- | --------- | ---------------------------- | ------ |
| 程宇璐 | 청위루    | Chéng Yǔlù    | 2월 17일               | 5기       | 북경 구상 연예 경기 유한공사 | 전 팀E |
| 金锣赛 | 진뤄싸이  | Jīn Luósài    | 7월 4일                | 2기       | 북경 구상 연예 경기 유한공사 | 전 팀J |
| 李娜   | 리나      | Lǐ Nà         | 1997년 9월 22일(27세)  | 3기       | 북경 구상 연예 경기 유한공사 | 전 팀E |
| 刘一菲 | 류이페이  | Liú Yīfēi     | 12월 7일               | 2기       | 북경 구상 연예 경기 유한공사 | 전 팀J |
| 曲美霖 | 취메이린  | Qu Měilín     | 11월 8일               | 4기       | 북경 구상 연예 경기 유한공사 | 전 팀B |
| 任蔓琳 | 런만린    | Rén Mànlín    | 2월 21일               | 5기       | 북경 구상 연예 경기 유한공사 | 전 팀E |
| 孙晓艳 | 쑨샤오옌  | Sūn Xiǎoyàn   | 1998년 11월 29일(26세) | 2기       | 북경 구상 연예 경기 유한공사 | 전 팀B |
| 唐霖   | 탕린      | Táng Lín      | 1999년 3월 21일(26세)  | SHY48 3기 | 북경 구상 연예 경기 유한공사 | 전 팀J |
| 王雨兰 | 왕위란    | Wáng Yǔlán    | 1월 9일                | SHY48 3기 | 북경 구상 연예 경기 유한공사 | 전 팀E |
| 顼澌炀 | 쉬쓰양    | Xū Sīyáng     | 2000년 3월 22일(25세)  | SNH48 6기 | 북경 구상 연예 경기 유한공사 | 전 팀E |
| 熊鑫   | 슝신      | Xióng Xīn     | 4월 12일               | 4기       | 북경 구상 연예 경기 유한공사 | 전 팀E |
| 张梦慧 | 장멍후이  | Zhāng Mènghuì | 1998년 12월 3일(26세)  | SNH48 6기 | 북경 구상 연예 경기 유한공사 | 전 팀B |
| 周湘   | 저우샹    | Zhōu Xiāng    | 2000년 3월 18일(25세)  | 4기       | 북경 구상 연예 경기 유한공사 | 전 팀J |

### 휴업
| 이름     | 한글 표기  | 병음 표기        | 생년월일              | 가입기    | 비고       |
| -------- | ---------- | ---------------- | --------------------- | --------- | ---------- |
| 陈姣荷   | 천자오허   | Chén Jiāohé      | 1995년 4월 20일(30세) | SNH48 6기 | 팀E        |
| 付奕萱   | 푸이쉬안   | Fù Yìxuān        | 1월 9일               | 4기       | 예비생     |
| 黄子璇   | 황쯔쉬안   | Huáng Zǐxuán     | 2002년 5월 20일(23세) | 2기       | 팀E        |
| 李想     | 리샹       | Lǐ Xiǎng         | 1994년 2월 5일(31세)  | SNH48 6기 | 팀E        |
| 李媛媛   | 리위안위안 | Lǐ Yuányuán      | 1994년 7월 1일(31세)  | SNH48 6기 | 팀E        |
| 牛聪聪   | 뉴충충     | Niú Cōngcōng     | 1996년 4월 2일(29세)  | SNH48 6기 | 팀B        |
| 石羽莎   | 스위사     | Shí Yǔshā        | 2002년 6월 20일(23세) | 1기       | 팀J        |
| 孙姗     | 쑨산       | Sūn Shān         | 1999년 2월 11일(26세) | SNH48 6기 | 팀B        |
| 吴月黎   | 우웨리     | Wú Yuèlí         | 2000년 5월 15일(25세) | 1기       | 팀B        |
| 夏越     | 샤웨       | Xià Yuè          | 1995년 8월 26일(29세) | SNH48 6기 | 팀B        |
| 赵笛儿   | 자오디얼   | Zhào Dí'ér       | 2000년 9월 4일(24세)  | 2기       | 팀E        |
| 段艺璇   | 돤이쉬안   | Duàn Yìxuán      | 1995년 8월 19일(29세) | SNH48 5기 | 팀B 캠틴   |
| 胡丽芝   | 후리즈     | Hú Lìzhī         | 2000년 10월 8일(24세) | 2기       | 팀B        |
| 胡晓慧   | 후샤오후이 | Hú Xiǎohuì       | 1998년 7월 26일(27세) | SNH48 5기 | 팀B        |
| 李瑜璇   | 리위쉬안   | Lǐ Yúxuán        | 11월 7일              | CKG48 1기 | 팀B        |
| 林溪荷   | 린시허     | Lín Xīhé         | 1998년 6월 20일(27세) | SNH48 6기 | 팀B        |
| 刘姝贤   | 류수셴     | Liú Shūxián      | 2000년 4월 16일(25세) | SNH48 6기 | 팀B 부캡틴 |
| 青钰雯   | 칭위원     | Qīng Yùwén       | 1997년 1월 18일(28세) | SNH48 6기 | 팀B        |
| 沈小爱   | 선샤오아이 | Shěn Xiǎo'ài     | 1995년 12월 7일(29세) | 2기       | 팀B        |
| 田姝丽   | 톈수리     | Tián Shūlì       | 1996년 11월 9일(28세) | SNH48 5기 | 팀B        |
| 熊素君   | 슝쑤쥔     | Xióng Sùjūn      | 1994년 9월 9일(30세)  | SNH48 5기 | 팀B        |
| 闫明筠   | 옌밍쥔     | Yán Míngjūn      | 1998년 2월 11일(27세) | SNH48 4기 | 팀B        |
| 杨鑫     | 양신       | Yáng Xīn         | 11월 23일             | 3기       | 팀B        |
| 张羽涵   | 장위한     | Zhāng Yǔhán      | 3월 20일              | SHY48 2기 | 팀B        |
| 赵天杨   | 자오톈양   | Zhào Tiānyáng    | 12월 25일             | SHY48 3기 | 팀B        |
| 陈倩楠   | 천첸난     | Chén Qiànnán     | 1998년 3월 19일(27세) | SNH48 6기 | 팀E        |
| 冯思佳   | 펑쓰자     | Féng Sījiā       | 1999년 1월 3일(26세)  | SNH48 6기 | 팀E        |
| 高蔚然   | 가오웨이란 | Gāo Wèirán       | 10월 8일              | 4기       | 팀E        |
| 李丽满   | 리리만     | Lǐ Lìmǎn         | 11월 1일              | 5기       | 팀E        |
| 李诗彦   | 리스옌     | Lǐ Shīyàn        | 2003년 3월 17일(22세) | SNH48 6기 | 팀E        |
| 李梓     | 리쯔       | Lǐ Zǐ            | 2000년 8월 30일(24세) | SNH48 6기 | 팀E        |
| 刘胜男   | 류성난     | Liú Shèngnán     | 2003년 2월 4일(22세)  | SNH48 6기 | 팀E 부캡틴 |
| 马玉灵   | 마위링     | Mǎ Yùlíng        | 1999년 10월 6일(25세) | SNH48 6기 | 팀E        |
| 彭嘉敏   | 펑자민     | Péng Jiāmǐn      | 9월 29일              | 4기       | 팀E        |
| 苏杉杉   | 쑤산산     | Sū Shānshān      | 1997년 3월 23일(28세) | SNH48 6기 | 팀E        |
| 王嘉瑜   | 왕자위     | Wáng Jiāyú       | 5월 2일               | SHY48 3기 | 팀E        |
| 杨一帆   | 양이판     | Yáng Yīfān       | 1997년 5월 17일(28세) | 1기       | 팀E        |
| 臧聪     | 짱충       | Zāng Cōng        | 2월 21일              | SHY48 2기 | 팀E        |
| 张爱静   | 장아이징   | Zhāng Àijìng     | 1997년 8월 3일(27세)  | SHY48 1기 | 팀E        |
| 张丹丹   | 장단단     | Zhāng Dāndān     | 10월 2일              | 4기       | 팀E        |
| 张笑盈   | 장샤오잉   | Zhāng Xiàoyíng   | 1995년 8월 21일(29세) | SNH48 6기 | 팀E 캡틴   |
| 柏欣妤   | 바이신위   | Bǎi Xīnyú        | 1997년 1월 25일(28세) | CKG48 1기 | 팀J        |
| 陈雅钰   | 천야위     | Chén Yǎyù        | 1996년 10월 4일(28세) | 1기       | 팀J        |
| 房蕾     | 팡레이     | Fáng Lěi         | 1997년 7월 21일(28세) | 1기       | 팀J        |
| 葛司琪   | 거쓰치     | Gé Sīqí          | 1997년 9월 8일(27세)  | 1기       | 팀J        |
| 韩家乐   | 한자러     | Hán Jiālè        | 1996년 3월 7일(29세)  | SHY48 1기 | 팀J        |
| 何阳青青 | 허양칭칭   | Hé-Yáng Qīngqīng | 1997년 7월 21일(28세) | 3기       | 팀J        |
| 黄恩茹   | 황언루     | Huáng Ēnrú       | 1997년 5월 5일(28세)  | 1기       | 팀J        |
| 刘闲     | 류셴       | Liú Xián         | 1997년 9월 27일(27세) | 1기       | 팀J        |
| 楼澍     | 러우수     | Lóu Shù          | 2001년 2월 20일(24세) | 4기       | 팀J        |
| 孙语姗   | 쑨위산     | Sūn Yǔshān       | 2000년 9월 13일(24세) | 1기       | 팀J        |
| 王雨煊   | 왕위쉬안   | Wáng Yǔxuān      | 1999년 5월 23일(26세) | 1기       | 팀J        |
| 杨晔     | 양예       | Yáng Yè          | 1997년 3월 23일(28세) | 1기       | 팀J 부캡틴 |
| 叶苗苗   | 예먀오먀오 | Yè Miáomiáo      | 1999년 7월 13일(26세) | 1기       | 팀J        |
| 张怀瑾   | 장화이진   | Zhāng Huáijǐn    | 1997년 5월 11일(28세) | 1기       | 팀J 캡틴   |
| 郑洁丽   | 정제리     | Zhèng Jiélì      | 6월 21일              | 1기       | 팀J        |

## 디스코그래피

### EP
| 매              | 발매일           | 타이틀                     | 발매 형태       | 레코드 No:      | 비고            |                 |
| OB Music 레이블 | OB Music 레이블  | OB Music 레이블            | OB Music 레이블 | OB Music 레이블 | OB Music 레이블 | OB Music 레이블 |
| --------------- | ---------------- | -------------------------- | --------------- | --------------- | --------------- | --------------- |
| 1               | 2016년 9월 6일   | 원기각성(元氣覺醒)         | CD              | BEJ33100098     | A판 B판         |                 |
| 2               | 2017년 1월 6일   | 미소적향일규(微笑的向日葵) | CD              | BEJ33100257     | 표준판          |                 |
| 3               | 2017년 4월 1일   | 선언(宣言)                 | CD              | BEJ33100312     | A판 B판         |                 |
| 4               | 2017년 9월 30일  | 백변경탄호(百變驚嘆號)     | CD              | BEJ33100522     | A판 B판         |                 |
| 5               | 2017년 12월 24일 | 최초적축원(最初的祝愿)     | CD 무           | SNH11101110     | 표준판 연증판   |                 |
| 6               | 2018년 3월 26일  | Eyes On Me                 | CD 무           | BEJ33100655     | 표준판 연증판   |                 |
| 7               | 2018년 12월 20일 | 차각도영원(此刻到永远)     | CD 무           | BEJ33100976     | 표준판 연증판   |                 |
| 8               | 2019년 3월 27일  | 신희하적아문(晨曦下的我们) | CD 무           | BEJ33101060     | 표준판 연증판   |                 |

## 같이 보기
- SNH48
- GNZ48
- SHY48
- CKG48
- CGT48